# プジョー・H2O
プジョー・H2O（Peugeot H2O）はプジョーから2002年に発表されたコンセプトカーである。

## 概要
H2Oは206をベースに製造された燃料電池車で、燃料電池の起動時間を縮めたことをアピールするために消防車になっている。後部座席やトランクの代わりに円柱形のタンクを搭載しており、煙が充満して酸素が不足するような状況でも、車載タンクに搭載された酸素で走行が可能。タンクには酸素と消化用の水が搭載される。
ボディカラーは消防車の赤色で、ルーフには合金製ハシゴが搭載されている。バンパーにはレーダーシステムや近接センサーが取り付けられている。ホイールは合金製の18インチ。
インテリアにはGPSや電話、タッチスクリーンなどが搭載されている。また、建物の内部の地図を表示するパソコンの画面が搭載されているのも特徴。